# Chiusaforte

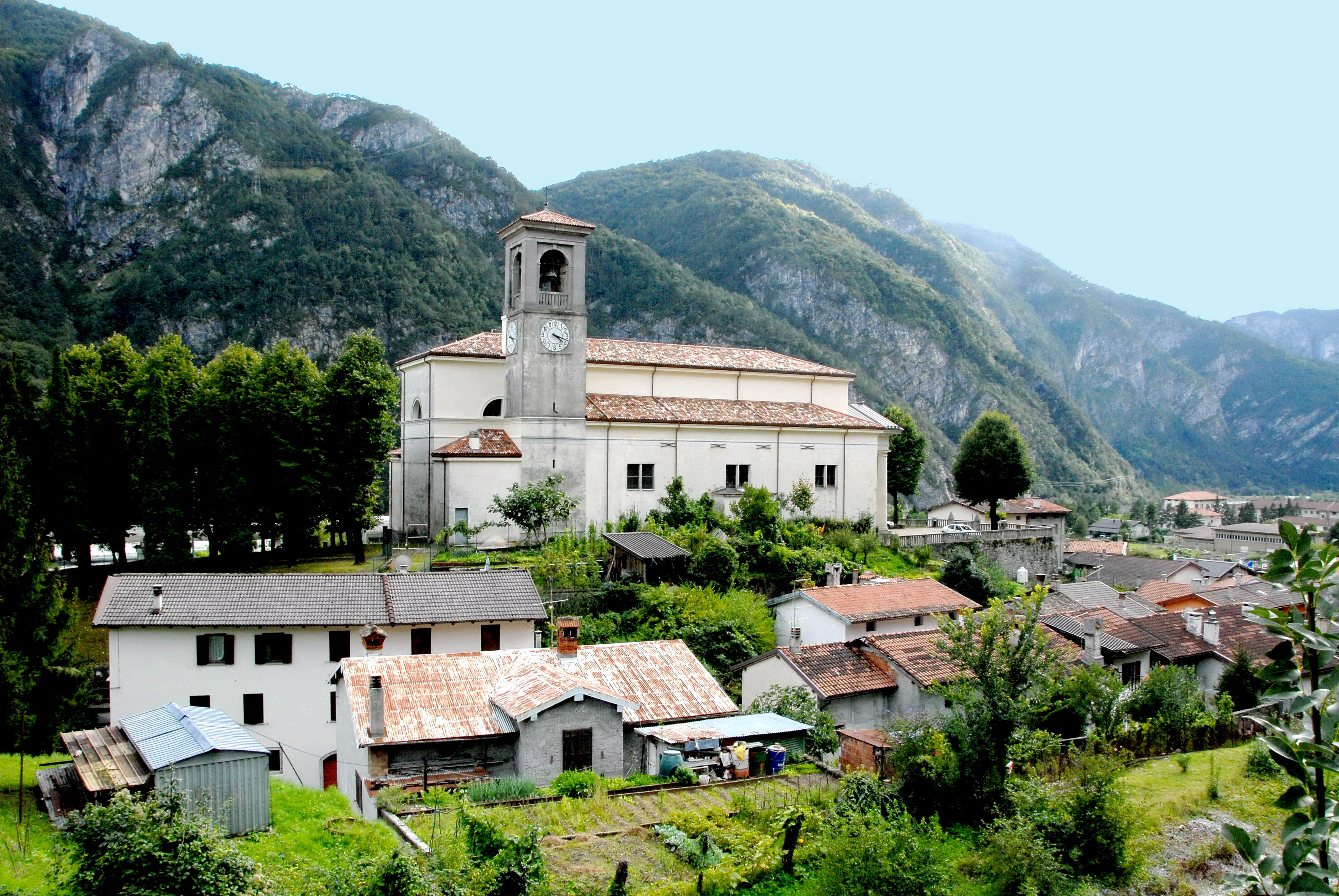
Chiusaforte mit Kirche Sankt Bartholomäus

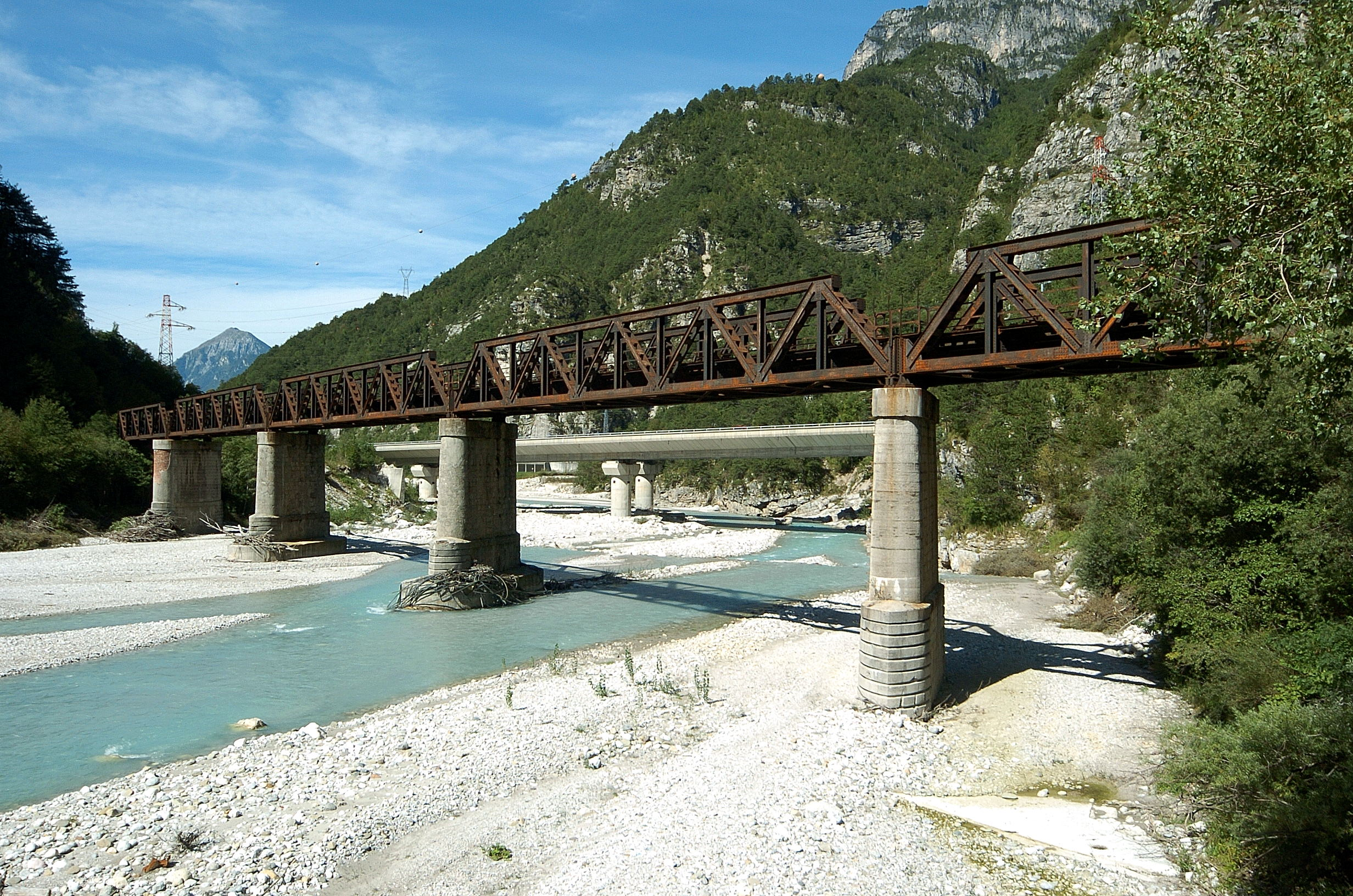
Eisenbahnbrücke der alten, aufgelassenen „Pontebbana“-Strecke über die heute der Fernradweg „Ciclovia Alpe Adria“ führt.

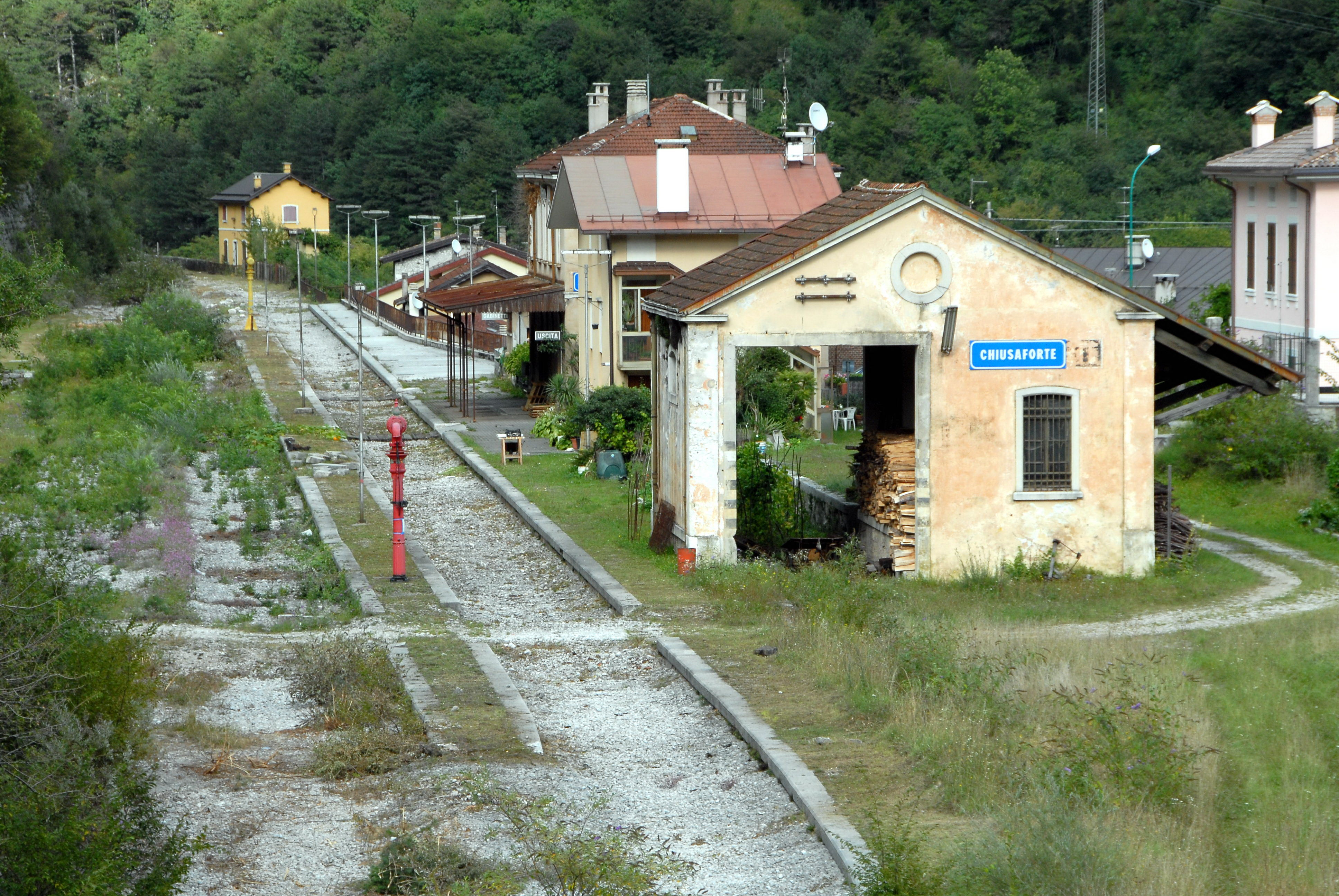
Aufgelassener Bahnhof der alten Pontebbana-Bahnstrecke in Chiusaforte. Heute verläuft hier ein gut ausgebauter Fahrradweg.

Chiusaforte (furlanisch Scluse, slow. Kluže, deutsch Klausen) ist eine Gemeinde in der Region Friaul-Julisch Venetien in Friaul, Italien mit 594 Einwohnern (Stand 31. Dezember 2023). Sie liegt im Canal del Ferro, (dt. „Eisental“) und erstreckt sich nördlich bis über den Neveasattel.

## Nachbargemeinden
| Moggio Udinese |                                             |       |
| Resiutta       | Kompassrose, die auf Nachbargemeinden zeigt | Dogna |
|                | Resia                                       |       |

## Verkehrswege
Durch das Gemeindegebiet verlaufen wichtige Verkehrswege, die im Wesentlichen Rom mit Wien verbinden.

### Eisenbahn
Die alte, aufgelassene Strecke der „Pontebbana“ verläuft mitten durch den Ort Chiusaforte, während die neue Bahnlinie unsichtbar in einem langen Tunnel durch den Berg führt. Auf der alten Bahntrasse verläuft heute ein Teil des Alpe-Adria-Radwegs von Salzburg nach Grado an der Adria.

### Straßen
Neben der Staatsstraße, die ebenso wie die Bahnstrecke durch den Ort im Fellatal führt, verläuft auch die Autobahn A 23 im Schwemmgebiet des Fella-Flusses und stellt einen wichtigen europäischen Verkehrsweg dar.
Von Chiusaforte zweigt eine Nebenstraße ab, die sich durch das enge Raccolanatal in östlicher Richtung zum Neveasattel hinauf windet.